# Google Map Maker
Google Map Maker était un service web de Google permettant de modifier les cartes Google Maps, créé en juin 2008 et définitivement fermé le 31 mars 2017.

## Interface
Après création d'un compte, un internaute peut effectuer un changement qui sera validé par des modérateurs, en donnant tous les droits d'auteur à Google. Un forum consacré au service est disponible servant aussi à transmettre les annonces du service et les mises à jour.

## Critiques
Contrairement à OpenStreetMap, un projet similaire qui permet de cartographier de façon collaborative et dont le contenu est sous licence ODbL, Google Map Maker exige que les contributeurs accordent à Google une « licence perpétuelle, irrévocable, mondiale, libre de droits et non exclusive autorisant la reproduction, l'adaptation, la modification, la traduction, la publication, la présentation publique, l'affichage public, la distribution de votre Contenu et la création de travaux dérivés ».
Bien que Google mette à disposition un formulaire pour demander l'autorisation de télécharger certaines données, celles-ci ne peuvent être réutilisées dans un cadre commercial ou dans des services concurrents, ce qui exclut notamment leur réutilisation par OpenStreetMap ou d'autres services (alors que le contraire est possible),.
Le service est également critiqué pour ses délais d'examen de modifications qui peuvent parfois atteindre plusieurs mois.

## Disponibilité du service
Google Map Maker est à nouveau disponible en France depuis fin août 2015. Son retour a vu l'apparition d'une nouvelle méthode d'approbation de modifications faites par la communauté et des utilisateurs spéciaux dans chaque pays nommés "Regional Lead", contrairement à l'approbation faites uniquement par les modérateurs de Google par le passé.
Lorsque Google Map Maker est disponible dans un pays, il devient possible de modifier les cartes de son propre pays et de tous les pays listés ci-dessous.
Au 10 avril 2012, Google Map Maker est disponible dans les 190 pays et territoires suivants :
Google Map Maker a fermé définitivement le 31 mars 2017. Certaines fonctionnalités d'ajouts et d'éditions de lieux et de segments de routes sont progressivement transférées dans l'interface de Google Maps.